# 碘化锰
碘化锰是一种粉色固体，可溶于水，化学式为MnI2。
碘化锰可以用作粉色涂料，或者作为Mn2+或I−的来源。它通常在照明行业中使用。

## 制备
无水的碘化锰(II)可以通过锰和碘在乙醚中直接化合得到：
Mn + I2 —Et2O→ MnI2
其一水合物则利用氢碘酸与碳酸锰的反应即可制备。

## 配合物
碘化锰可以形成[MnI4]2-配阴离子。